# یوناس ریکارت
یوناس ریکارت (انگلیسی: Jonas Rickaert؛ زادهٔ ۷ فوریهٔ ۱۹۹۴) دوچرخه‌سوار اهل بلژیک است.
از باشگاه‌هایی که در آن بازی کرده‌است می‌توان به اسپورت فلاندر-بالوزه اشاره کرد.